# Raschitor

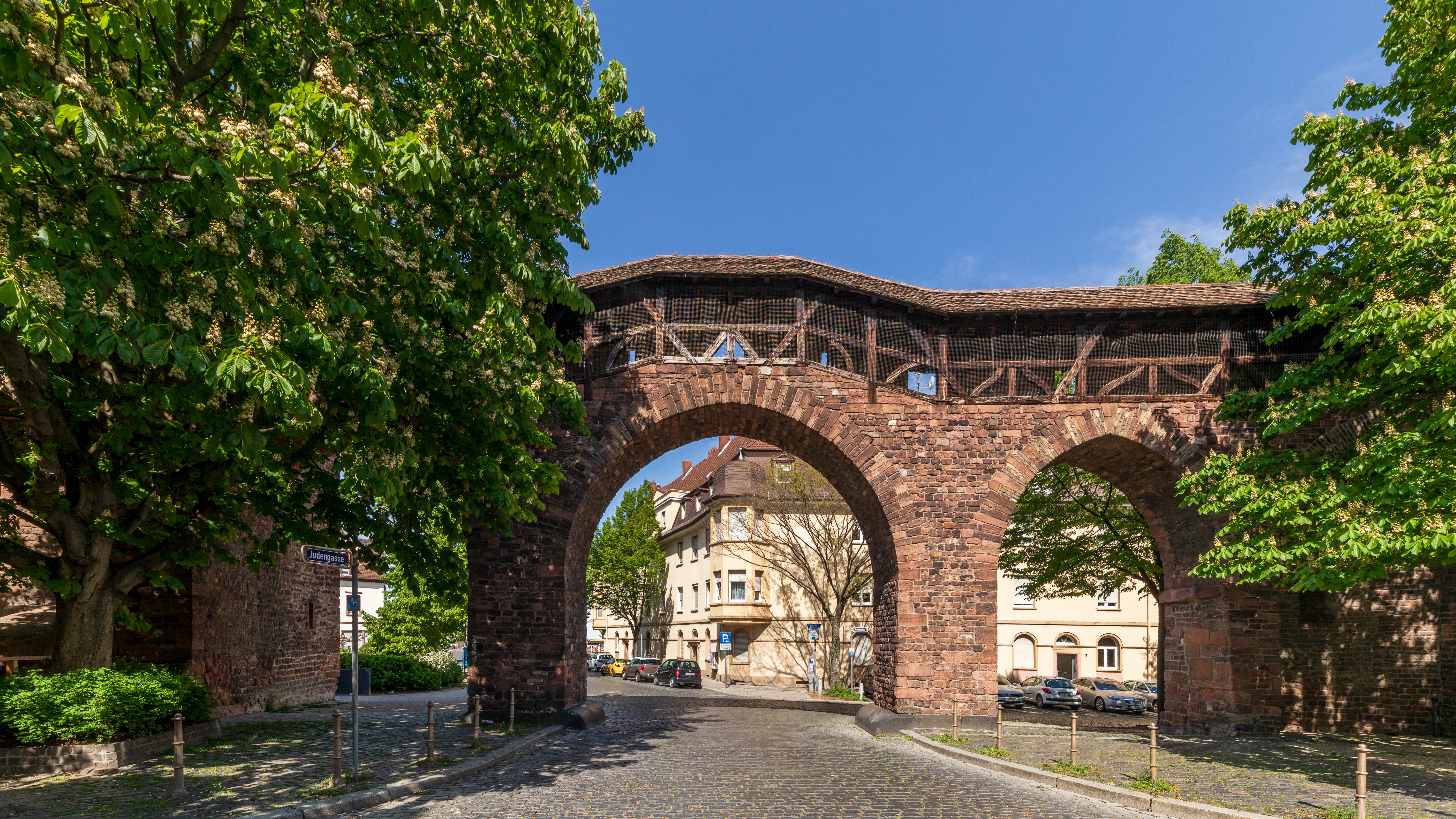
Das Raschitor in der Wormser Stadtbefestigung

Das Raschitor ist ein aus drei Torbögen bestehender Durchbruch vom Anfang des 20. Jahrhunderts durch die innere Stadtmauer von Worms.

## Bau
Der Architekt und Stadtbaumeister Georg Metzler entwarf die Pläne für den Durchbruch, um die äußeren Stadtbereiche besser mit der Kernstadt zu verbinden. Der Durchbruch durch die mittelalterliche Mauer erfolgte 1907/08. Gleichzeitig wurde die anstoßende, verbliebene Mauer saniert.
Neben dem Raschitor im Norden wurden damals auch das Andreastor im Süden und der Durchlass Herzogenstraße im Osten der Mauer als neue Verbindungen geschaffen, um modernen Verkehrserfordernissen zu genügen.
Das Raschitor ist heute als Teil der Stadtmauer ein Kulturdenkmal aufgrund des rheinland-pfälzischen Denkmalschutzgesetzes.

## Name
Wegen der unmittelbar angrenzenden Judengasse und der in der Nähe stehenden Synagoge wurde der Durchbruch nach dem jüdischen Gelehrten Raschi benannt.